# Fifth Avenue

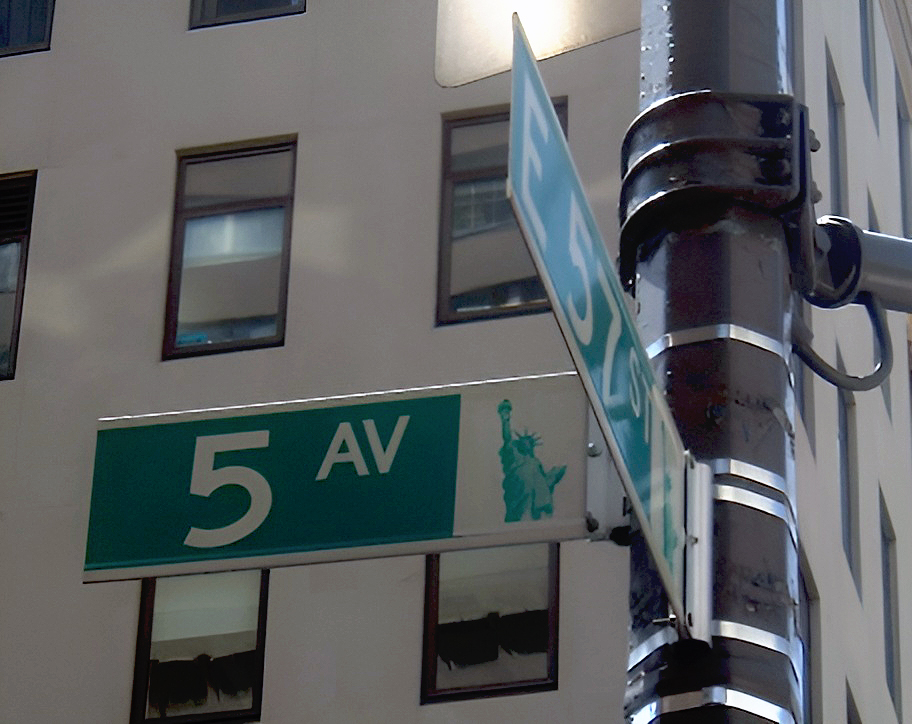
Straßenschild der Fifth Avenue

Die Fifth Avenue (Englisch Fifth = Fünfte-s/-r) ist eine Straße in Manhattan, New York City und gilt als eine der bekanntesten Straßen der Welt. Sie ist 10,97 km lang und beginnt am Washington Square Park auf der Höhe der 6th Street (Washington Square North), führt dann durch Lower Manhattan, Midtown Manhattan, bildet die östliche Begrenzung des Central Parks in der Upper East Side und endet im Stadtteil Harlem an der 143rd Street, wo sie in den Harlem River Drive mündet. Die Querstraßen werden von der Fifth Avenue in Ost und West geteilt, wobei jede Seite ihre eigene Hausnummerierung hat. So bezeichnen beispielsweise die Adressen 10 East 42nd Street und 10 West 42nd Street zwei unterschiedliche Gebäude. Die Zählung läuft dabei ab der Fifth Avenue aufsteigend nach Ost und West. Gemessen an den Mietpreisen für Ladenmieten gilt die Fifth Avenue als die teuerste Straße der Welt.

## Wirtschaft
Die Fifth Avenue ist ein wirtschaftliches Zentrum für New York City. An der Avenue befinden sich 313.000 direkte und indirekte Arbeitsplätze, die 44,1 Milliarden US-Dollar an Gesamtlöhnen und 111,5 Milliarden US-Dollar an Gesamtwirtschaftsleistung jedes Jahr generieren. Seit der Ankündigung für die Umwandlung der Avenue in einen fußgängerfreundlichen Boulevard durch Bürgermeister Eric Adams im Dezember 2022 erlebt die Fifth Avenue eine enorme Steigerung an Investitionen in gewerbliche Renovierungen, rekordverdächtigen Verkäufe und Vermietungsaktivitäten. 2023/24 gab es auf der Fifth Avenue mehr als zehn Verkäufe von Gewerbeimmobilien im Gesamtwert von 3,9 Milliarden US-Dollar.
Die durchschnittliche Ladenmiete lag 2010 bei umgerechnet über 13.000 Euro pro Quadratmeter jährlich, damit setzte sich die Fifth Avenue an die erste Stelle weltweit. Dementsprechend findet man hier hauptsächlich die Flagship-Stores großer Marken und Alteingesessene, die vor Jahrzehnten günstige Langzeitverträge ausgehandelt haben.

## Geschichte
1811 beschloss das Parlament die Umsetzung des unter anderem vom damaligen New Yorker Bürgermeister DeWitt Clinton erarbeiteten Commissioners’ Plan, der die weitere Bebauung Manhattans auf Grundlage eines rechtwinkligen Straßenrasters mit damals 155 Querstraßen in Ost-West-Richtung und 12 Straßen (den Avenues) in Nord-Süd-Richtung vorsah. DeWitt Clintons Stadtplanung folgte den Idealen der damals noch jungen amerikanischen Demokratie: Es sollte keine Prachtboulevards, große Plätze oder eine hierarchische Ordnung geben. Daher tragen die Straßen keine Namen, sondern wurden lediglich durchnummeriert.

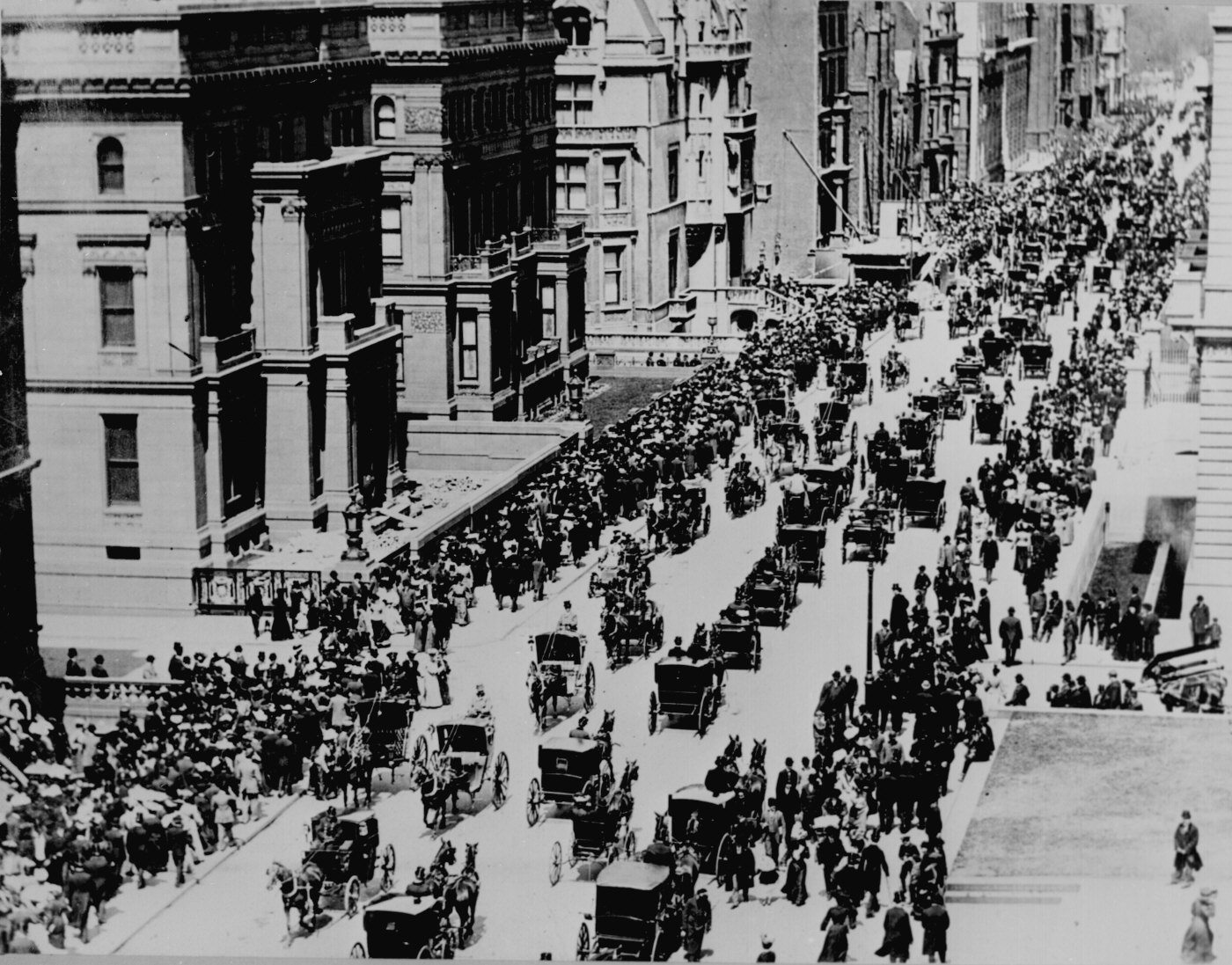
Die Fifth Avenue im Jahr 1900

Zu diesem Zeitpunkt hatte New York knapp über 100.000 Einwohner. Erst 1825, mit der Eröffnung des Eriekanals zwischen dem Hudson River und den Großen Seen, der New York zu einem wichtigen Handelszentrum machte, stieg auch die Einwohnerzahl rasant, sodass um 1840 bereits mehr als 300.000 Menschen in New York lebten. Dennoch wohnte noch in den 1850er Jahren kaum jemand nördlich der 50th Street, sodass in diesen Jahren zwischen der 59th und 110th Street sowie der 5th und 8th Avenue der Central Park angelegt werden konnte, ohne dafür eine große Zahl an Bewohnern dieses Gebiets umsiedeln zu müssen oder Häuser abzureißen.
1862 ließ sich Caroline Schermerhorn Astor, eine der angesehensten Frauen der damaligen New Yorker Gesellschaft, ein Haus an der Fifth Avenue (350 Fifth Avenue, Ecke 34th Street) bauen. Ihrem Vorbild folgten in den nächsten Jahrzehnten weitere Familien der New Yorker Oberschicht: Carnegie, Frick, Mellon, Vanderbilt, Kahn und Rockefeller – sie alle ließen sich von den bekanntesten New Yorker Architekten, wie Richard Morris Hunt oder McKim, Mead & White (Penn Station), prachtvolle Villen bauen, in Stilen zwischen französischer Renaissance, Neugotik und Greek Revival. Die Fifth Avenue bekam zu dieser Zeit den Spitznamen „Millionaire’s Row“.
Anfang des 20. Jahrhunderts, Manhattan hatte mittlerweile über zwei Millionen Einwohner und die Fifth Avenue lag im Zentrum der Stadt, zog es immer mehr Hotels und Geschäftshäuser an die Fifth Avenue, viele der nicht einmal 40 Jahre alten Villen wurden abgerissen, um neuen, noch größeren Hotels und Apartmenthäusern Platz zu machen. So wurde 1893 die Villa von Caroline Schermerhorn Astor abgerissen, um das Astoria Hotel zu bauen, welches wiederum Ende der 1920er Jahre abgerissen wurde, um das Empire State Building zu bauen. In dieser Zeit entstanden viele der Gebäude, die noch heute das Gesicht der Fifth Avenue prägen, z. B. das Flatiron Building oder das Plaza Hotel.
Die öffentlich-private Organisation Future of Fifth Partnership plant seit Dezember 2022, die Fifth Avenue in einen fußgängerfreundlichen Boulevard zwischen Bryant Park und Central Park umzugestalten. Die Stadt New York hat Ende 2024 für die Realisierung 152,7 Millionen US-Dollar und am 21. Mai 2025 weitere 250 Millionen US-Dollar, also insgesamt 402,7 Millionen US-Dollar Fördermittel zur Verfügung gestellt. Laut den im Oktober 2024 vorgestellten Plänen sollen die Fahrspuren von fünf auf drei reduziert und die Breite der Bürgersteige je Seite auf 10,2 Meter fast verdoppelt werden. Auf den Bürgersteigen sind auf einer Breite von 2,6 Meter Baumreihen mit insgesamt 230 Bäumen und zahlreiche Pflanzkübeln vorgesehen, hinzu kommen viele Sitzgelegenheiten und Freizeitflächen. Der genaue Zeitraum für die Umsetzung steht noch nicht fest. Aus Anlass des 200. Jahrestages der Fifth Avenue fanden am 8. Dezember 2024 zahlreiche Feierlichkeiten mit großen Besucherandrang auf der an diesem Tag autofreien Straße statt.

## Verkehr

Beginn der Fifth Avenue am Washington Square Triumphbogen

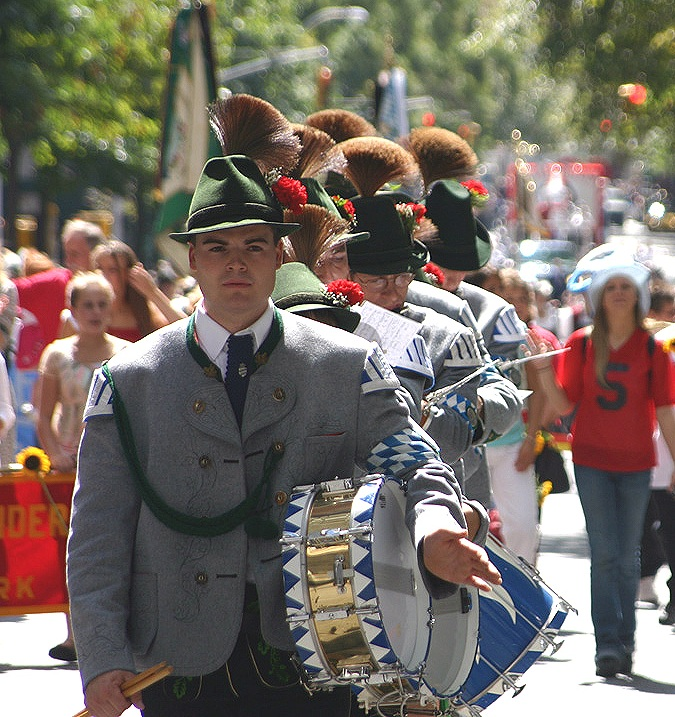
Steubenparade

Seit dem 14. Januar 1966 ist die Fifth Avenue vom Washington Square Park bis zur 135th Street eine Einbahnstraße und nur noch in Richtung Süden befahrbar. Die östlich parallel liegende Madison Avenue wurde damals ebenfalls zur Einbahnstraße erklärt und ist nur in Richtung Norden befahrbar. Nördlich der 135th Street ist die Fifth Avenue noch heute in zwei Richtungen befahrbar. Von der 110th Street bis zur 60th Street gibt es eine Busspur und von der 60th Street bis zur 34th Street zwei Busspuren. Zwischen der 120th und 110th Avenue (Central Park North) sowie südlich der 25th Street gibt es auch einen Fahrradweg entlang der Fifth Avenue.
Die Fifth Avenue ist ebenfalls Route vieler Paraden, wie der German-American Steuben Parade oder der Saint-Patrick’s-Day-Parade. Die berühmten Konfettiparaden finden allerdings nicht auf der Fifth Avenue statt, sondern am untersten Stück des Broadways, der dort auch als Canyon of Heroes bezeichnet wird.

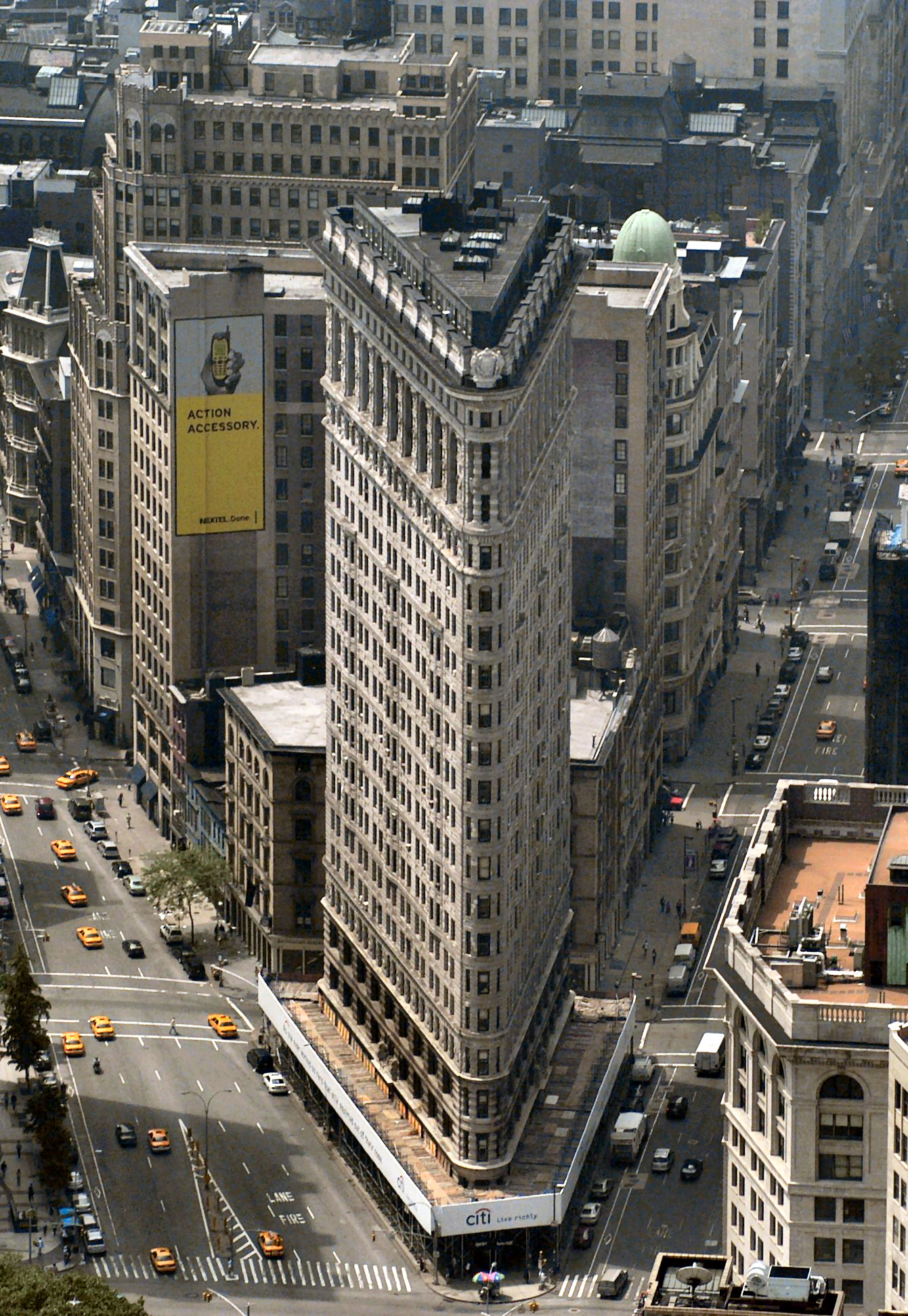
Das Flatiron Building und die Fifth Avenue (rechts)

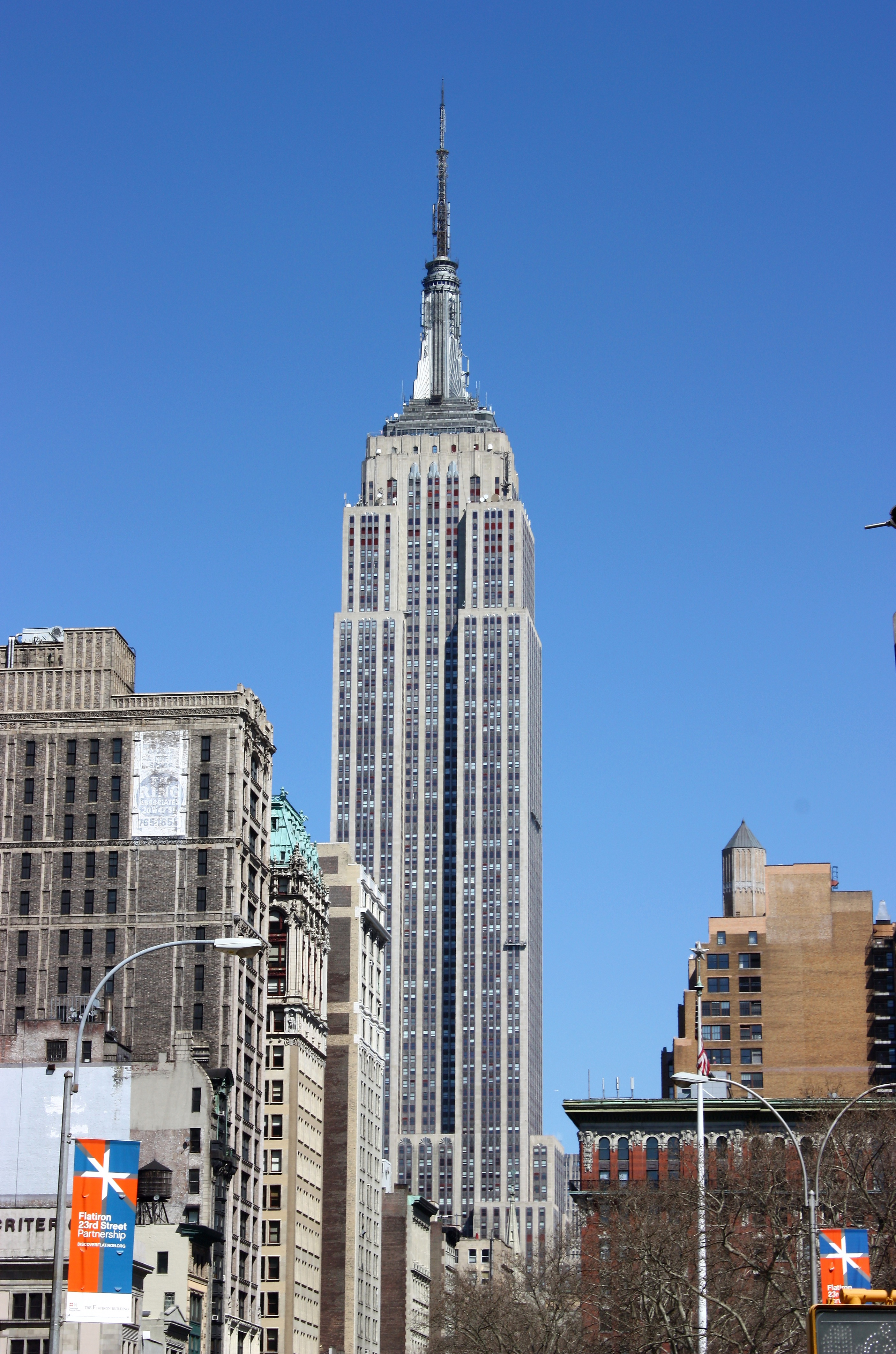
Das Empire State Building

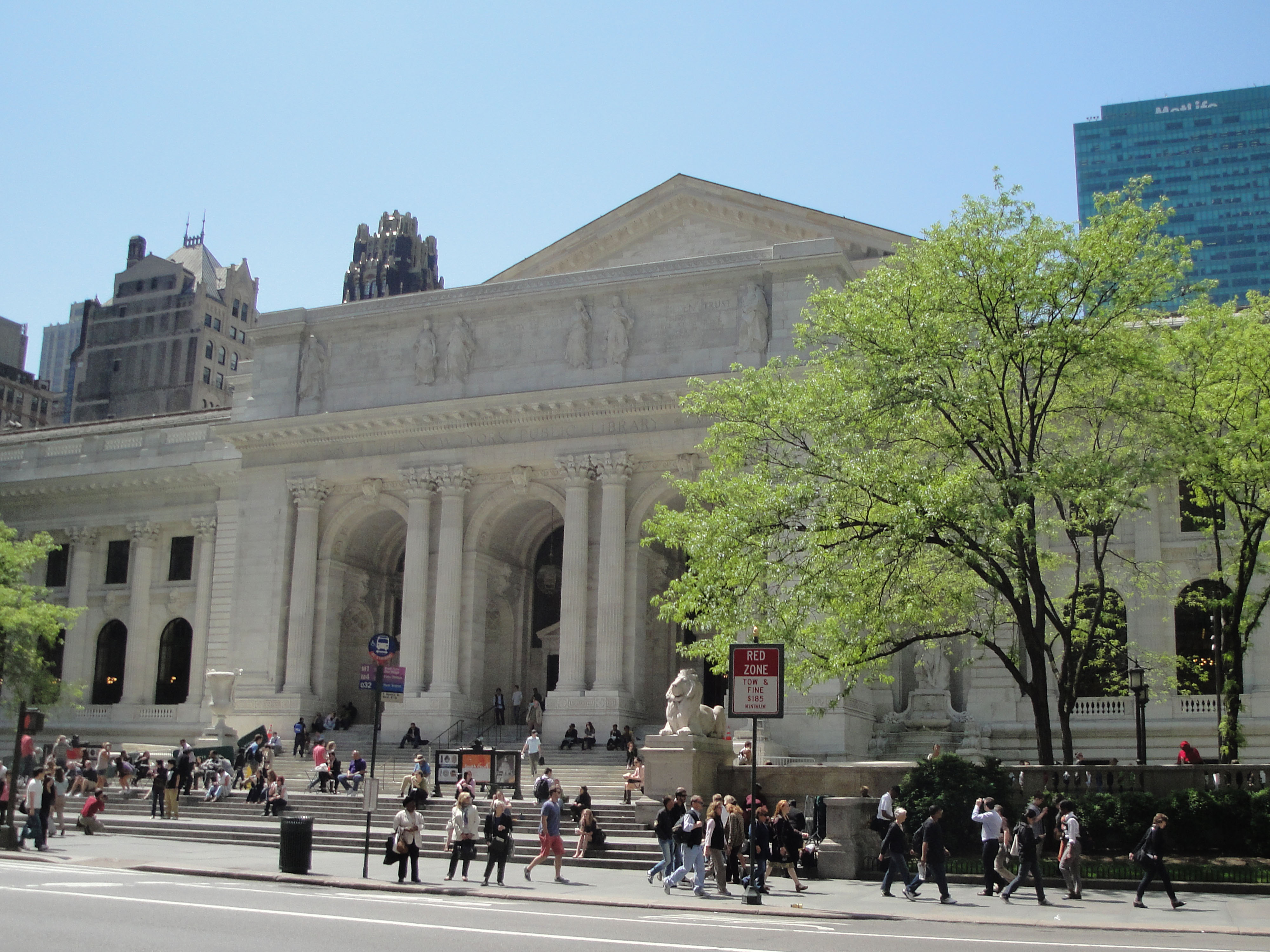
Die New York Public Library

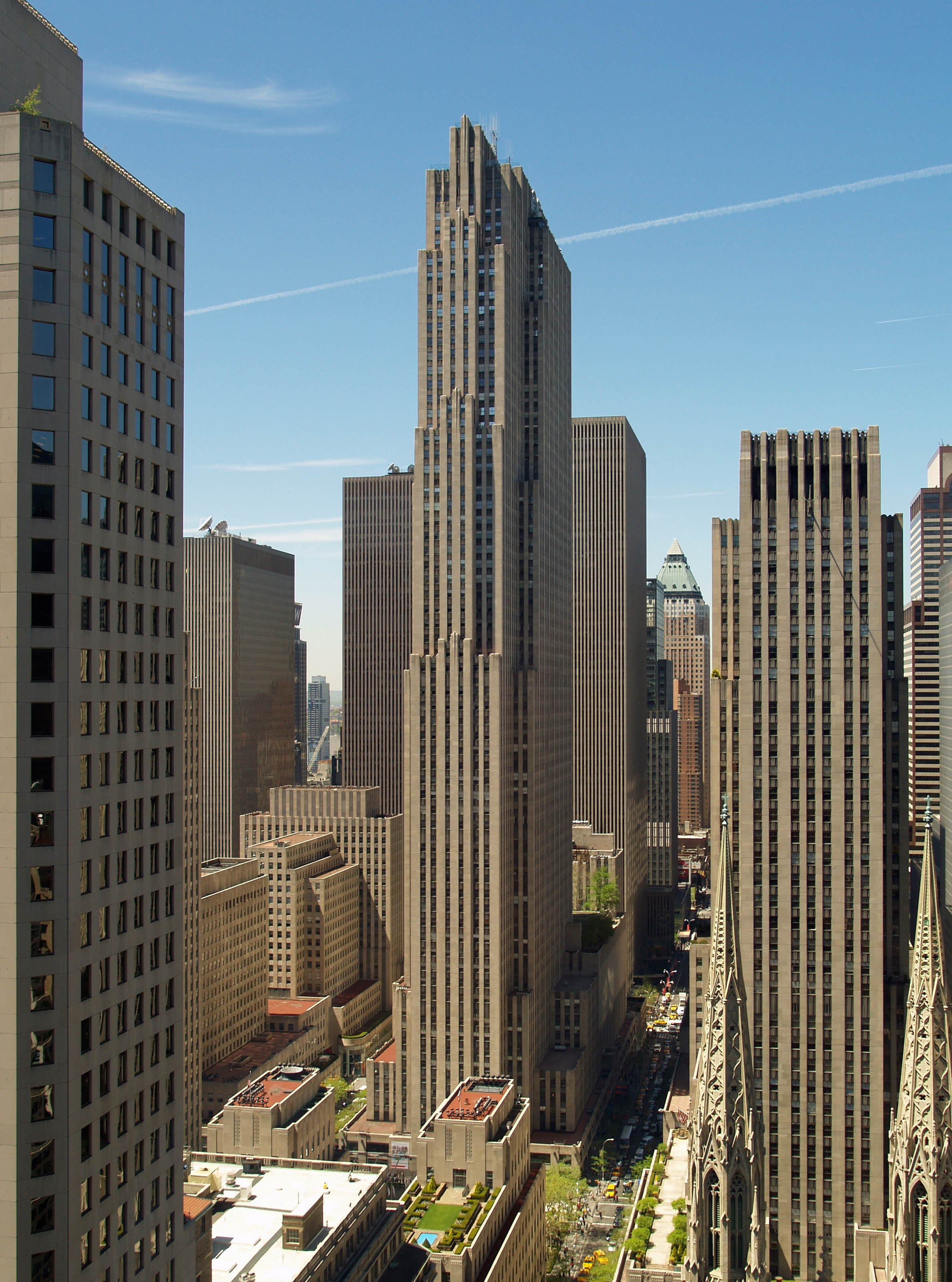
Das Rockefeller Center

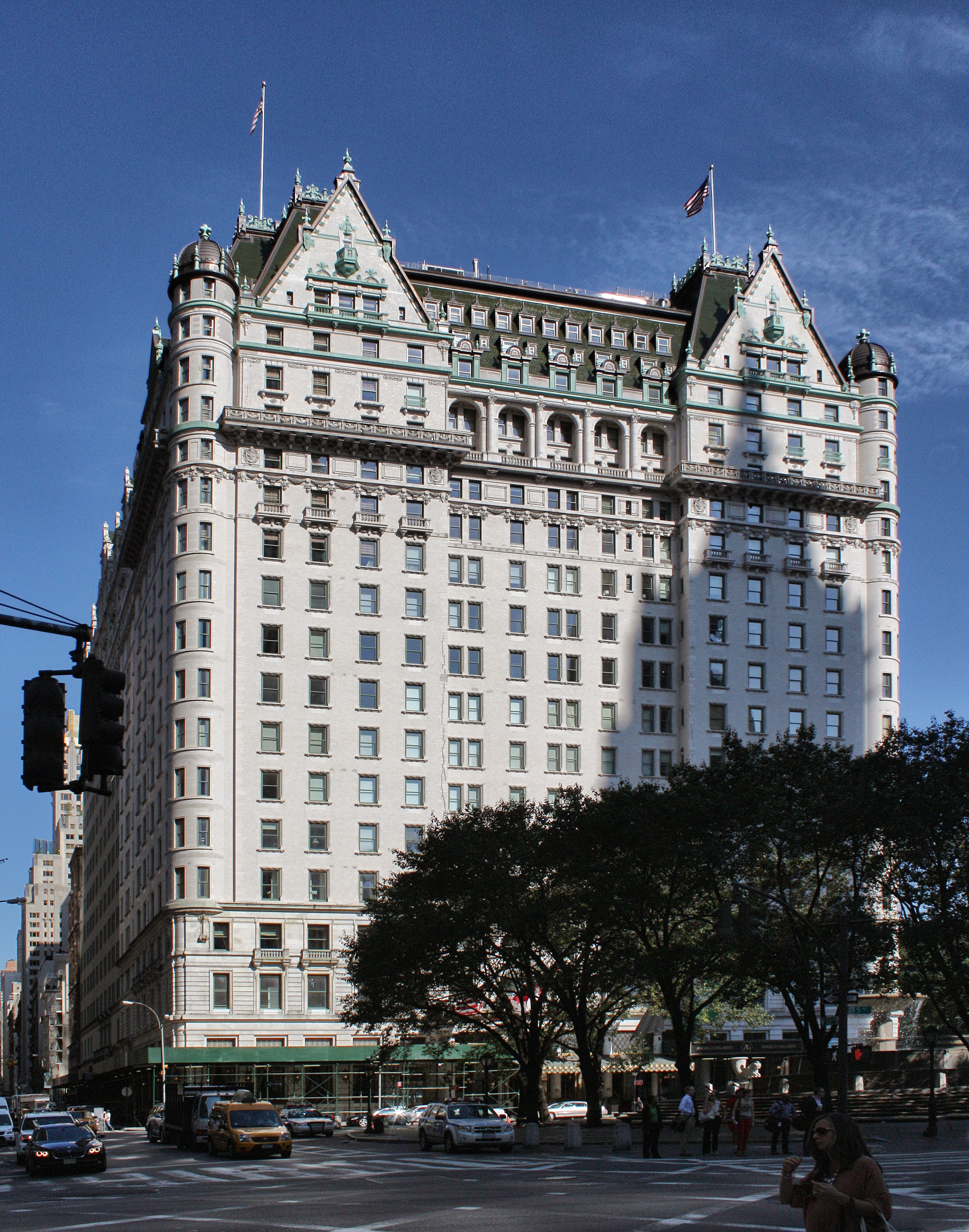
The Plaza

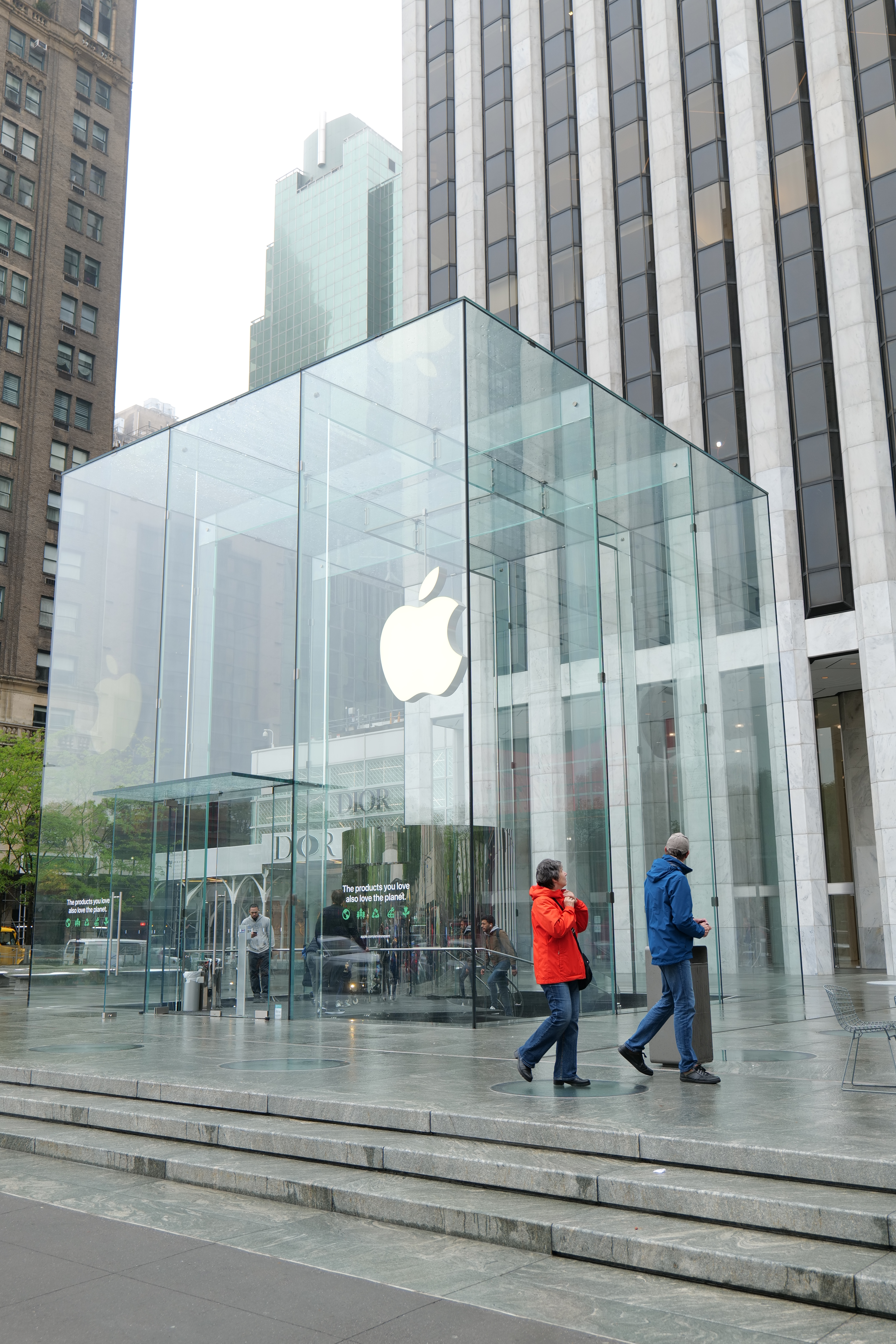
Apple Store

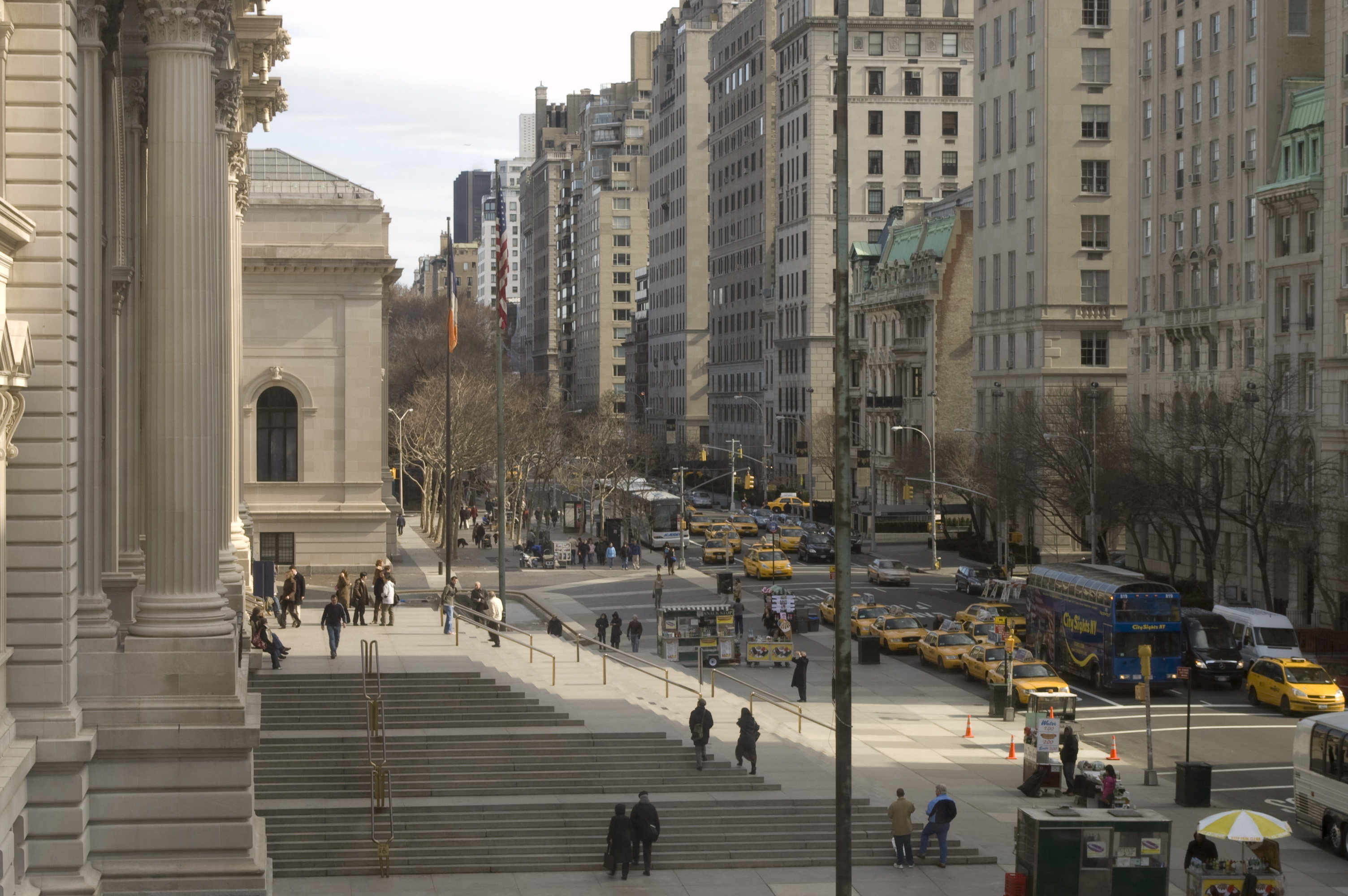
Die Fifth Avenue vor dem Metropolitan Museum of Art. Das Gebäude rechts auf dem Foto mit dem grünen Kupferdach ist das Goethe-Institut.

## Einrichtungen und Sehenswürdigkeiten entlang der Fifth Avenue

### Vom Washington Square Park zur 42nd Street
| Foto | Beschreibung |
| ---- | --- |
|      | Church of the Ascension (36–38 Fifth Avenue, 10th Street) Die Episkopalkirche an der Ecke Tenth Avenue wurde 1841 von dem Architekten Richard Upjohn im neogotischen Stil erbaut, der ein paar Jahre später auch die Trinity Church in Downtown Manhattan baute. Bemerkenswert ist das Gemälde über dem Altar „The Ascension of Our Lord“ des Künstlers John LaFarge, der auch vier der Bleiglasfenster der Kirche gestaltete. |
|      | Sohmer Piano Building (170 Fifth Avenue, 22nd Street) |
|      | Flatiron Building (175 Fifth Avenue, 23rd Street) Das 1902 mit einer Höhe von 87 m fertiggestellte Fuller Building des Architekten Daniel Burnham ist eines der ältesten Hochhäuser der Stadt. Durch seine Lage an der spitzwinkligen Kreuzung Fifth Avenue/Broadway hat es seine charakteristische Form, die an ein Bügeleisen erinnert. Bekannter ist es deshalb unter dem Namen Flatiron Building (zu Deutsch: Bügeleisengebäude). |
|      | Marble Collegiate Church (3 West 29th Street) Die zwischen 1851 und 1854 von Samuel A. Warner erbaute niederländisch-reformierte Kirche bedient sich neoromanischer und neogotischer Elemente. Wie ihr Name erahnen lässt, wurde als Material Marmor verwendet. |
|      | 425 Fifth Avenue (425 Fifth Avenue, East 38th Street) Der von Michael Graves entworfene luxuriöse Wohnwolkenkratzer (188 m) wurde von 2001 bis 2003 erbaut. |
|      | Empire State Building (350 Fifth Avenue, zwischen 33rd und 34th Street) Der 1931 eröffnete Art-déco-Wolkenkratzer wurde von Shreve, Lamb and Harmon nach nur 18-monatiger Bauzeit fertiggestellt. Mit einer Höhe von 381 Metern (443 Metern inkl. Antenne) war es bis zum Bau des früheren World Trade Centers 1972 das höchste Gebäude der Welt. Vom 11. September 2001 bis 2012 war es wieder das höchste Gebäude der Stadt, bevor es vom One World Trade Center abgelöst wurde, das 2013 eine Endhöhe von 541 Metern erreichte. Im 86. und 102. Stockwerk des Empire State Buildings befinden sich Besucherplattformen. |
|      | New York Public Library (Fifth Avenue, zwischen 41st und 42nd Street) Das Hauptgebäude der NYPL, eine der führenden Bibliotheken der USA, wurde zwischen 1897 und 1911 von Carrère and Hastings im Stil des Beaux-Arts erbaut. Vorher stand an diesem Ort das Croton-Reservoir, ein Teil der New Yorker Wasserversorgung. Hinter dem Bibliotheksgebäude liegt der Bryant Park. |

### Zwischen 42nd und 59th Street
| Foto | Beschreibung |
| ---- | --- |
|      | 500 Fifth Avenue Dieses Art-déco-Hochhaus wurde 1931 von den Architekten des Empire State Buildings gebaut. |
|      | Fred F. French Building (551 Fifth Avenue, East 45th Street) Das 38-stöckige Art-déco-Hochhaus von 1927 steht im National Register of Historic Places. |
|      | Rockefeller Center (Fifth Avenue, zwischen West 48th und 51st Street) Der zwischen 1931 und 1940 im Stile des Art déco erbaute Gebäudekomplex erstreckt sich über drei Blocks. Das Comcast Building ist mit einer Höhe von 259 m das höchste der insgesamt 21 Hochhäuser und verfügt über eine Aussichtsplattform. Im Zentrum des Geländes befindet sich die Lower Plaza, ein Platz, der vor allem im Winter durch eine Eisbahn und den größten Weihnachtsbaum der USA bekannt ist. Hier befindet sich auch ein Zugang zum Concourse, einer unterirdischen Einkaufspassage. |
|      | St. Thomas’ Church (Fifth Avenue, West 53rd Street) Die Episkopalkirche wurde zwischen 1911 und 1913 von Ralph Adams Cram und Bertram Goodhue im neogotischen Stil erbaut. Die reich dekorierte Altarwand ist ein Werk des Künstlers Lee Lawrie und hatte die Altarwand der Winchester Cathedral zum Vorbild. |
|      | St. Patrick’s Cathedral (Fifth Avenue, East 50th Street) Die Kirche ist der Sitz des römisch-katholischen Erzbischofs von New York. Die 1878 fertiggestellt Kathedrale des Architekten James Renwick, Jr. ist das größte neogotische katholische Kirchengebäude der Vereinigten Staaten. |
|      | Der Olympic Tower, einst für Aristoteles Onassis von Skidmore, Owings and Merrill entworfen, beherbergt das Gebäude heute auch das Kulturzentrum Alexander-Onassis |
|      | Fifth Avenue Presbyterian Church (7 West 55th Street) Die Kirche der 1808 gegründete Gemeinde, befindet sich seit 1875 an diesem Standort. Aus demselben Jahr ist auch das neogotische Kirchengebäude. |
|      | The Peninsula New York (700 Fifth Avenue, West 55th Street) 1905 als „The Gotham“ erbautes Luxushotel im Beaux-Arts-Stil, das auf der Conde Nast Traveler’s 2006 Gold List als eines der drei besten Hotels in New York geführt wurde. |
|      | St. Regis Hotel (Fifth Avenue, East 55th Street) Das 1904 im Auftrag von John Jacob Astor IV von den Architekten Trowbridge and Livingston im Beaux-Arts-Stil erbaut Gebäude war mit 20 Stockwerken das damals höchste Hotel der Stadt und zählt heute zu den exklusivsten Hotels der Welt. |
|      | Trump Tower (Fifth Avenue, East 56th Street) Dieses über 200 m hohe Wohn- und Bürogebäude ließ Donald Trump 1983 vom Architekten Der Scutt errichten. Es hat eine sechs Stockwerke hohe Lobby mit Geschäften und Cafés. |
|      | Tiffany & Co. (Fifth Avenue, East 57th Street) Diese Filiale von Tiffany & Co. ist das Aushängeschild des Schmuckunternehmen und seit dem Film Frühstück bei Tiffany mit Audrey Hepburn eine Touristenattraktion. |
|      | Crown Building (730 Fifth Avenue, zwischen West 56th und 57th Street) Das 1921 von Warren & Wetmore erbaute Hochhaus war eines der ersten Gebäude der Stadt mit Mischnutzung. Verkaufs- und Ausstellungsräume in den unteren Etagen und Büros in den oberen. Von seiner Gründung 1929 bis zum Umzug an den heutigen Standort beherbergte das Crown Building das Museum of Modern Art. |
|      | The Plaza (Fifth Avenue, West 59th Street) Das heutige Plaza Hotel ist das zweite Hotelgebäude an diesem Standort und wurde 1907 von Henry J. Hardenbergh im Stil der Neorenaissance fertiggestellt. Besonderheit des Hotels ist seine exklusive Lage am südöstlichen Ende des Central Parks und der Fifth Avenue. Des Weiteren diente es bereits einige Male als Filmkulisse. |
|      | General Motors Building (767 Fifth Avenue, East 59th Street) An der Stelle des 1964 abgerissenen Savoy-Plaza Hotels wurde 1968 das 215 m hohe General Motors Building fertiggestellt. Im Erdgeschoss befindet sich der Spielzeugladen FAO Schwarz und im Untergeschoss ein Apple Store, der durch einen Glaswürfel mit fast 10 m Kantenlänge betreten werden kann. |

### Zwischen 59th und 82nd Street
| Foto | Beschreibung |
| ---- | --- |
|      | Temple Emanu El (Fifth Avenue, East 65th Street) Die Synagoge einer reformjüdischen Gemeinde wurde 1927–1929 in einem Stil mit romanischen und byzantinischen Elementen errichtet. In ihr ist auch ein jüdisches Museum beheimatet. |
|      | Frick Collection (Fifth Avenue, East 70th Street) 1913 beauftragte Henry Clay Frick die Architekten Carrère und Hastings (New York Public Library) mit dem Bau einer Stadtvilla, die nach seinem Tod 1919 zusammen mit seiner Kunstsammlung an eine Stiftung ging, die das Haus zu einem Kunstmuseum umbaute um Fricks Sammlung auszustellen. Frick Collection zeigt mehr als 1100 Kunstwerke von der Renaissance bis zum ausgehenden 19. Jahrhundert.                                |
|      | Harry F. Sinclair House (Fifth Avenue, East 79th Street) Ukrainian Institute of America: Diese Einrichtung zur Förderung ukrainischer Kunst und Kultur ist in einem neogotischen Stadthaus untergebracht, das sich der Banker Isaac D. Fletcher 1897 von C.P.H. Gilbert bauen ließ. Nach seinem Tod wurde es von Ölmillionär Harry F. Sinclair gekauft und wird daher auch als Harry F. Sinclair House bezeichnet. Das Gebäude ist seit 1978 als National Historic Landmark gelistet. |

### Zwischen 82nd und 104st Street (Museum Mile)
| Foto | Beschreibung |
| ---- | --- |
|      | The Metropolitan Museum of Art (1000 Fifth Avenue, West 82nd Street) Das 1870 gegründete Museum zählt heute mit einem Sammlungsbestand von über 3 Millionen Werken zu den größten Museen der Welt. Die Exponate decken sämtliche Epochen der Kunst zwischen Altertum und Moderne ab. Das neoklassizistische Gebäude ist ein Entwurf von Richard Morris Hunt |
|      | Goethe House des Goethe-Instituts New York (1014 Fifth Avenue, East 83rd Street) Erbaut wurde das Haus 1906/07 als Residenz für einen amerikanischen Botschafter aus Berlin, nach den Plänen der Architekten Welch, Smith & Provot. Im Inneren enthält es zeittypische Holzvertäfelungen, aufwendige, historische Deckenstuckaturen, Parkett und Eichentüren. Es steht unter Denkmalschutz. Wegen Renovierung befindet sich das Goethe-Institut momentan in der 72nd Spring Street. |
|      | Neue Galerie (1048 Fifth Avenue, East 86th Street) Das von Serge Sabarsky und Ronald Lauder gegründete Museum zeigt deutsche und österreichische Gemälde des frühen 20. Jahrhunderts. Das neoklassizistische Stadthaus, in dem sich die Galerie befindet, ist ein Entwurf von Carrère and Hastings und wurde früher von Grace Wilson Vanderbilt bewohnt. |
|      | Solomon R. Guggenheim Museum (1071 Fifth Avenue, East 88th Street) Das Museum für moderne Malerei wurde 1939 gegründet und ist das erste der Solomon R. Guggenheim Foundation, die mittlerweile fünf Museen auf der ganzen Welt betreibt. Mit dem Bau des Museumsgebäudes an der Fifth Avenue wurde 1943 Frank Lloyd Wright beauftragt. Fertiggestellt wurde das Gebäude aber erst Ende 1959, ein halbes Jahr nach Wright’s Tod.                                                    |
|      | National Academy Museum and School (1083 Fifth Avenue, East 89th Street) Museum für amerikanische Kunst der letzten zwei Jahrhunderte. |
|      | Church of the Heavenly Rest (1083 Fifth Avenue, East 90th Street) 1929 fertiggestellte Episkopalkirche im Stil des Art déco und der Neogotik. |
|      | Cooper Hewitt, Smithsonian Design Museum (Fifth Avenue, 91st Street) Das zur Smithsonian Institution gehörende Museum zeigt Gegenstände des Design- und Kunstgewerbe. Das Museum befindet sich im ehemaligen Andrew Carnegie Mansion, einer 1903 erbauten Villa im englischen Landhaus-Stil, in dem Andrew Carnegie bis zu seinem Tod 1919 wohnte. |
|      | The Jewish Museum (1109 Fifth Avenue, East 92nd Street) Museum für jüdische Kunst. Neben Gemälden werden auch Fotografien und Manuskripte ausgestellt. |
|      | International Center of Photography (Fifth Avenue, 94th Street) 1974 gegründetes Museum und Forschungszentrum für Fotografie. Seit 1985 besteht auch ein weiterer Ausstellungsraum in der 1133 Avenue of the Americas an der 43rd Street. |
|      | Museum of the City of New York (Fifth Avenue, 103rd Street) Das Museum befasst sich mit der Stadtgeschichte New Yorks, angefangen bei der niederländischen Kolonie Nieuw Amsterdam. Zu den Exponaten gehören neben Karten, Gemälden und Kleidung auch Räume, die im Stil der jeweiligen Zeit eingerichtet sind. |
|      | El Museo del Barrio (1230 Fifth Avenue, 104th Street) Die Sammlung des 1969 gegründeten Museum umfasst mehr als 6500 Exponate von Künstlern aus Süd- und Mittelamerika. |
|      | Mount Sinai Hospital (New York) Das 1852 als „The Jews Hospital“ gegründete Krankenhaus zählt zu den Besten der Vereinigten Staaten. |

### Zwischen 104th und 142nd Street
| Foto | Beschreibung |
| ---- | --- |
|      | Terence Cardinal Cooke Health Care Center (1249 Fifth Avenue, zwischen 105th und 106th Street) |
|      | Church of the Lord Jesus Christ (1421 5th Avenue, zwischen 116th und 117th Street) |
|      | Marcus Garvey Park (Unterbricht die Fifth Avenue zwischen 120th und 124th Street) Der als Mount Morris Park angelegte Park gehört zu den ältesten der Stadt. 1973 wurde er nach Marcus Garvey, dem Gründer der „Back to Africa“-Bewegung, benannt, der von 1916 bis 1927 in Harlem wohnte. Neben einem Freilufttheater befindet sich auch ein Freibad in dem Park. |
|      | Mount Moriah Baptist Church (2050 Fifth Avenue, 126th Street) |
|      | Greater Central Baptist Church (2152 Fifth Avenue, zwischen 131st und 132nd Street) |